# No More Sleep
No More Sleep est le deuxième album du groupe Cosmic Gate. Il est sorti en juillet 2002.

## Titres
| No  | Titre                | Durée |
| --- | -------------------- | ----- |
| 1.  | Welcome              | 2:48  |
| 2.  | The Truth            | 3:35  |
| 3.  | Milky Way            | 6:10  |
| 4.  | No More Sleep        | 5:11  |
| 5.  | Back To Earth        | 3:46  |
| 6.  | The Wave             | 5:34  |
| 7.  | Raging (Storm)       | 6:59  |
| 8.  | Human Being          | 5:57  |
| 9.  | Hardcore             | 3:47  |
| 10. | Just A Tone          | 5:33  |
| 11. | Rok Da Houze!        | 6:09  |
| 12. | Exploration Of Space | 5:45  |